# Freiberg (monte)
Il Frieberg (1.923 m s.l.m. - in sloveno Setiče) è una montagna della catena del Caravanche che si trova in Austria.
Fa parte delle Caravanche Settentrionali e da esso si può vedere il lato austriaco delle Caravanche che si trovano al confine tra Austria e Slovenia. Dalla cima si può vedere la parte nord del Koschuta / Košuta. Nei giorni di bel tempo la vista arriva fino alle Alpi Giulie e alle Alpi carniche.